# Hiadeľ, Banská Bystrica
Hiadeľ este o comună slovacă, aflată în districtul Banská Bystrica din regiunea Banská Bystrica, pe malul râului Važná⁠(d). Localitatea se află la altitudinea de 490 m deasupra n.m., se întinde pe o suprafață de 16,56 km2 și în 2017 număra 521 de locuitori.

## Istoric
Localitatea Hiadeľ este atestată documentar din 1424.

## Demografie
| An:                | 1994 | 2004   | 2014   | 2024   |
| ------------------ | ---- | ------ | ------ | ------ |
| Număr de persoane: | 576  | 534    | 521    | 490    |
| Diferență:         |      | −7,29% | −2,43% | −5,95% |

| An:                | 2023 | 2024   |
| ------------------ | ---- | ------ |
| Număr de persoane: | 507  | 490    |
| Diferență:         |      | −3,35% |